# 1993 XM
1993 XM är en asteroid i huvudbältet som upptäcktes den 8 december 1993 av den japanska astronomen Takao Kobayashi vid Ōizumi-observatoriet.
Asteroiden har en diameter på ungefär 11 kilometer.